# Силва, Северино Франко да
Северино Франко да Силва (порт.-браз. Severino Franco da Silva; 17 июня 1898 или 16 июля 1899, Пелотас — 5 марта 1972, Порту-Алегри), более известный под именем Лагарто (порт.-браз. Lagarto) — бразильский футболист, игравший на позиции нападающего.

## Карьера
Лагарто начал карьеру в клубе «Гуарани» в 1915 году. Спустя три года форвард перешёл в клуб «Гремио». Там футболист провёл 7 лет, выиграв два чемпионата штата Риу-Гранди-ду-Сул и четыре чемпионата города Порту-Алегри. Последним клубом в игровой карьере Лагарто стал «Флуминенсе», с котором нападающий победил в чемпионате штата Рио-де-Жанейро в 1924 году, где забил один из мячей в решающей встрече с клубом «Спорт». В некоторых источниках указывается, что Лагарто также играл за клуб «Сантос» и выступал в Аргентине за «Боку Хуниорс».
Завершив карьеру игрока, Лагарто работал тренером в молодёжной академии «Гремио». В частности, он был одним из первых тренеров молодого Тезоуриньи.

## Международная статистика
| Матчи Лагарто за сборную Бразилии | Матчи Лагарто за сборную Бразилии | Матчи Лагарто за сборную Бразилии | Матчи Лагарто за сборную Бразилии | Матчи Лагарто за сборную Бразилии | Матчи Лагарто за сборную Бразилии | Матчи Лагарто за сборную Бразилии |
| --------------------------------- | --------------------------------- | --------------------------------- | --------------------------------- | --------------------------------- | --------------------------------- | --------------------------------- |
| №                                 | Дата                              | Место проведения                  | Оппонент                          | Счёт                              | Голы                              | Турнир                            |
| 1                                 | 6 декабря 1925                    | Буэнос-Айрес                      | Парагвай                          | 5:2                               | 2                                 | Чемпионат Южной Америки           |
| 2                                 | 13 декабря 1925                   | Буэнос-Айрес                      | Аргентина                         | 1:4                               | —                                 | Чемпионат Южной Америки           |
| 3                                 | 17 декабря 1925                   | Буэнос-Айрес                      | Парагвай                          | 3:1                               | 2                                 | Чемпионат Южной Америки           |
| 4                                 | 20 декабря 1925                   | Буэнос-Айрес                      | Ньюэллс Олд Бойз                  | 2:2                               | 1                                 | Товарищеский матч                 |
| 5                                 | 25 декабря 1925                   | Буэнос-Айрес                      | Аргентина                         | 2:2                               | —                                 | Чемпионат Южной Америки           |

## Достижения
- Чемпион штата Риу-Гранди-ду-Сул: 1921, 1922
- Чемпион штата Рио-де-Жанейро: 1924